# Myioborus
A Myioborus a madarak osztályának verébalakúak (Passeriformes) rendjébe és az újvilági poszátafélék (Parulidae) családjába tartozó nem.

## Fajai
A nem 12 faja:
- festett fehérfarkú Myioborus pictus
- Myioborus miniatus
- Myioborus brunniceps
- Myioborus flavivertex
- Myioborus albifrons
- Myioborus ornatus
- Myioborus melanocephalus
- Myioborus torquatus
- Myioborus pariae
- Myioborus albifacies
- Myioborus cardonai
- Myioborus castaneocapilla vagy Myioborus castaneocapillus